# David Stirling
Archibald David Stirling (Lecropt, Perthshire; 15 de noviembre de 1915-Westminster, Londres; 4 de noviembre de 1990), fue un oficial del ejército británico, montañero, activista, aristócrata escocés y fundador del Servicio Aéreo Especial (SAS por sus siglas en inglés). En el servicio activo desde 1937, participó en múltiples operaciones durante la Segunda Guerra Mundial hasta que fue dado de baja del servicio militar en 1947.

## Biografía
David nació en el hogar ancestral de su familia, Keir House, en la parroquia de Lecropt, Perthshire. Era el tercer hijo del Teniente Coronel Archibald Stirling de Keir y Margaret Fraser, hija de Simon Fraser, el decimoquinto Lord Lovat (descendiente de Carlos II, rey de Escocia); por lo tanto, era pariente cercano. Sus abuelos paternos fueron William Stirling-Maxwell (IX Baronet) y Lady Anna Maria Maxwell (Leslie-Melville).
Se crio en el internado católico de Ampleforth College. Posteriormente, tras su graduación, asistió solo un año a la Universidad de Cambridge antes de partir a París para convertirse en artista. Una constitución alta y esbelta (medía 6 pies y 6 pulgadas de altura [1,98 m]) la cual estaba acondicionando para escalar el Monte Everest cuando estalló la Segunda Guerra Mundial (1939-1945).

### La SGM y la fundación del SAS
Stirling se interesó por el campo militar y fue comisionado a los Guardias Escoceses del Cuerpo de Entrenamiento de Oficiales Contingentes de Ampleforth College, el 24 de julio de 1937. En junio de 1940, se ofreció como voluntario para el nuevo grupo de operaciones llamado Comando No. 8, bajo el mando del Teniente Coronel Robert Laycock, que pasó a formar parte de la Fuerza Z {Z Force} (más tarde llamada Layforce), con el No. de servicio: 72647.
El 1 de febrero de 1941, Layforce navegó hasta Oriente Medio, en apoyo de la captura de Rodas, pero pronto se disolvió tras sufrir graves bajas en la Batalla de Creta y la Batalla del río Litani. Stirling seguía convencido de que, debido a la naturaleza mecanizada de la guerra, un pequeño equipo de soldados altamente entrenados, con la ventaja de la sorpresa, podría atacar a varios objetivos desde el desierto en una sola noche.
Creyendo que llevar su idea a través de la cadena de mando era poco fructifera en sus posibilidades, decidió ir directamente a la cima. Con muletas, tras sufrir un accidente de paracaídas, ingresó sigilosamente al cuartel general de Oriente Medio en El Cairo en un esfuerzo por ver al comandante en Jefe, el General Claude Auchinleck.
Detectado por los centinelas, abandonó sus muletas y entró al edificio, solo para encontrarse cara a cara con un oficial con el que se había topado previamente. Retirándose rápidamente, ingresó en la oficina del subdirector, el General Neil Ritchie. Stirling explicó su plan a Ritchie, el cual persuadió a Auchinleck para que le permitiera formar una nueva unidad de operaciones especiales junto con Robert Blair Mayne, un soldado novato que era popular por los rumores de haber golpeado a un oficial de alto rango. A Stirling le recomendaron transferirlo a su unidad como apoyo y este aceptó, uniéndose posteriormente oficiales como el Teniente John Lewes, el cual contaba con amplia experiencia de combate. La unidad recibió el nombre deliberadamente engañoso de «Destacamento L, Brigada Especial del Servicio Aéreo» para reforzar el engaño de Dudley Clarke de una brigada de paracaídas en activo operando en el Norte de África.
Después de que la unidad fue reformada y llamada como el «Servicio Aéreo Especial», esta se reorganizó en dos partes, una de ellas, el Escuadrón de Asalto Especial (SRS) y la otra, la Sección de Bote Especial (la precursora del Servicio de Botes Especial o SBS) siendo fundada oficialmente por Sir David Stirling, Robert Mayne y John Steel.

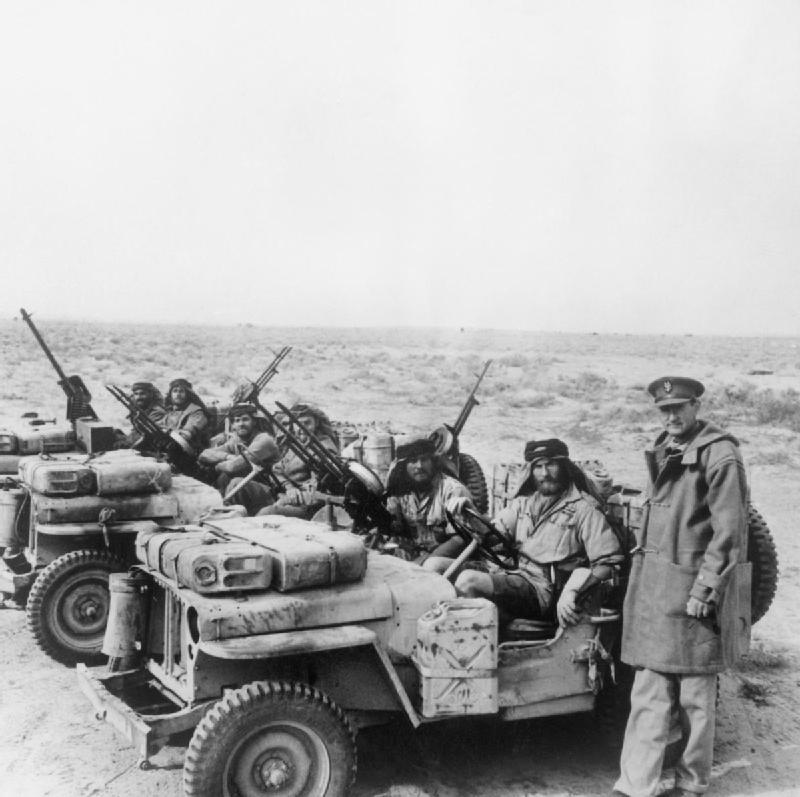
Sir Stirling con una patrulla del LRDG (La cual más tarde se convertiría en el SAS), enero de 1943

Después de un breve período de entrenamiento, se produjo un intento de ataque a un aeródromo alemán mediante el aterrizaje en paracaídas, el 16 de noviembre de 1941, en apoyo de la Operación Crusader fue desastroso. De los 55 hombres originales, unos 34 fueron asesinados, heridos o capturados lejos del objetivo después de ser desviados del rumbo o aterrizar en el área equivocada, durante una de las tormentas de arena más virulentas de la historia del área. Escapándose solo con la ayuda del Long Range Desert Group (LRDG), el cual fue designado para recoger a la unidad después del ataque, Stirling acordó acercarse por tierra al amparo de la noche, ya que sería más seguro y efectivo que lanzarse en paracaídas. Organizó incursiones a los puertos utilizando este método, a menudo engañando a los puestos de control alemanes por medio de las habilidades lingüísticas de algunos de sus soldados.
Bajo su liderazgo, Jock Lewes inventó un nuevo tipo de explosivo, siendo el primer dispositivo explosivo e incendiario dual de mano. Los Jeeps estadounidenses, los cuales podían lidiar con el angosto terreno del desierto mejor que otros transportes, fueron adaptados y equipados con ametralladoras Vickers K que disparaban en los dos sentidos. También, fue pionero en el uso de pequeños grupos para escapar de la detección de las patrullas alemanas. Al sentirse incómodo para comandando desde la retaguardia, Stirling a menudo lideraba desde primera línea,  cambiando al mismo tiempo sus tácticas de sabotaje de campos de aviación enemigos, abriendo fuego sobre aviones y tripulación, reemplazando la estrategia operativa temprana de colocar bombas a las aeronaves enemigas a pie.
La primera incursión en un aeródromo en Jeep ocurrió poco después de adquirir el primer lote de Jeeps en junio de 1942, cuando el grupo SAS de Stirling atacó el aeródromo Bagush, controlado por los italianos, junto con otros dos aeródromos del Eje, en la misma noche. Después de regresar a El Cairo, Stirling recibió un envío de más Jeeps y suministros para más incursiones en aeródromos. Su mayor éxito fue en la noche del 26 al 27 de julio de 1942, cuando su escuadrón SAS, con 18 Jeeps, atacó la pista de aterrizaje de Sidi Haneish y destruyó 37 aviones del Eje, en su mayoría bombarderos y transporte pesado, con la única pérdida de un comando. Después de conducir por el desierto y evadir las patrullas y los aviones enemigos, Stirling y sus hombres llegaron a la seguridad de su campamento avanzado en Qaret Tartura, al borde de la Depresión de Qattara.
El soldado Mayne hizo un informe en su campamento sobre su incursión:

El siguiente daño se hizo en el aeródromo enemigo:
A Se colocaron bombas en 14 aviones.
B 10 aviones resultaron dañados al destruir paneles de instrumentos.
C Se volcaron los depósitos de bombas y gasolina.
D El reconocimiento se hizo hasta el paseo marítimo, pero solo se encontraron cabañas vacías.
E Se volaron varios postes telefónicos.
F Algunos italianos fueron seguidos, y la choza de la que salieron fue atacada por una ametralladora y se colocaron bombas sobre ella y sus alrededores. Parecía haber aproximadamente treinta habitantes.
Daño infligido desconocido.
Paddy Mayne

Estas operaciones de "Hit and Run" finalmente supusieron la ruina de Stirling; puesto que fue capturado por los alemanes en enero de 1943, después de haberse ganado el apodo de «El comandante fantasma» por el Mariscal de campo Erwin Rommel. Aunque se fugó un total de cuatro veces, fue capturado posteriormente por los italianos, que se deleitaron con la vergüenza que esto causó a sus aliados alemanes. Hubo otros cuatro intentos de fuga antes de que finalmente fuera enviado al Castillo de Colditz, donde permaneció durante el resto de la guerra. Liberado el 20 de agosto de 1944, se le asignó la tarea de establecer una unidad de inteligencia Británica en Colditz. Tras la captura de Stirling, Paddy Mayne ascendió a Teniente Coronel y ejerció el mando del SAS durante dos años.
En el Norte de África, en los quince meses previos a la captura de Stirling, el SAS destruyó más de 250 aviones en tierra, decenas de depósitos de suministros, líneas de ferrocarril y telecomunicaciones, y había dejado fuera de combate a cientos de vehículos enemigos. El Mariscal de campo Bernard Law Montgomery describió a Stirling como un «Loco, bastante loco», pero creía que se necesitaban hombres como Stirling en tiempos de guerra.

### Después de la guerra
Transferido a la Reserva de Oficiales del Ejército Regular en 1947, Stirling recibió el rango honorario de Teniente Coronel, un rango que retuvo hasta su retiro en 1965. Fue el fundador de la Sociedad África Capricornio, una sociedad para promover una África libre de discriminación racial, la cual fundada en 1949. Mientras África todavía estaba bajo el dominio colonial, tuvo su punto culminante en la Conferencia de Salima de 1956. Sin embargo, debido a su énfasis en una franquicia de votación calificada y altamente elitista, similar a las «franquicias elegantes» de Disraeli, los africanos educados se dividieron de ella. En consecuencia, el intento de la sociedad de abordar el problema de los diferentes niveles de desarrollo social de una manera no racial fue ineficaz, aunque recibió una sorprendente validación cuando el Partido Comunista Sudafricano utilizó el modelo elitista multirracial de Stirling para su «Alianza del Congreso» de 1955 cuando se hizo cargo del Congreso Nacional Africano de Sudáfrica.
Luego renunció como Presidente de la Sociedad en 1959. Ese año, su hermano menor William incurrió en enormes deudas en juego y se vio obligado a tener en cuenta al propietario del casino John Aspinall: «Le debo 173 500 £ en el libro de contabilidad». Una noche en 1967, perdió otras 150 000 £. En 1968, ganó daños sustanciales en difamación contra Len Deighton, entre otros.

### Compañía militar privada
Preocupado de que Gran Bretaña perdiera su poder después de la guerra, Stirling organizó acuerdos para proporcionar armas y personal militar británico a otros países, como Arabia Saudita, para diversas operaciones privatizadas de política exterior. Junto con varios asociados, Stirling formó Watchguard International Ltd, que anteriormente contaba con oficinas en Sloane Street (donde más tarde abrió el Hotel Chelsea) antes de mudarse a South Audley Street en Mayfair.
Los negocios fueron principalmente con los Estados del Golfo. Estaba vinculado, junto con Denys Rowley, a un intento fallido de derrocar al gobernante libio Muamar el Gaddafi en 1970 o 1971. Stirling fue el fundador de la compañía militar privada KAS International, también conocida como KAS Enterprises.
Watchguard International Ltd era una compañía militar privada, registrada en Jersey en 1965 por Stirling y John Woodhouse. La primera asignación de Woodhouse fue ir a Yemen para informar sobre el estado de las fuerzas realistas cuando se declaró un alto el fuego. Al mismo tiempo, Stirling estaba cultivando sus contactos en el gobierno iraní y explorando las posibilidades de obtener trabajo en África. La compañía operaba en Zambia y en Sierra Leona, proporcionando equipos de capacitación y asesoría en asuntos de seguridad, pero las formas rebeldes de sus fundadores de hacer negocios causaron su eventual caída. Woodhouse renunció como Director de Operaciones después de una serie de desacuerdos con Stirling quién dejó de tomar parte activa en 1972.

### Gran Bretaña del 75
A mediados de la década de 1970, Gran Bretaña, Stirling se preocupó cada vez más de que ocurriera un «evento antidemocrático» y decidió tomar medidas. Creó una organización llamada «Gran Bretaña del 75» y reclutó miembros de los clubes aristocráticos en Mayfair; principalmente exmilitares (a menudo exmiembros del SAS). El plan era simple. Si los disturbios civiles provocan el colapso de las operaciones normales del gobierno, se harán cargo de su funcionamiento. Describe esto en detalle en una entrevista de 1974, parte de la cual aparece en el documental de Adam Curtis, The Mayfair Set, episodio 1: Who Pays Wins.
En agosto de 1974, antes de que él estuviera listo para salir a bolsa con la GB75, la revista pacifista Peace News obtuvo y publicó sus planes, y finalmente Stirling, consternado por el carácter de derecha de muchos de los que buscan unirse a GB75, abandonó el plan. Su biógrafo Alan Hoe refutó la imagen despectiva del periódico de Stirling como un «Coronel Dirigido» de derecha.

### Socavando al sindicalismo
Entre mediados y fines de la década de los 70, creó una organización secreta diseñada para socavar el sindicalismo desde adentro. Reclutó a personas de ideas afines dentro del movimiento sindical, con la intención expresa de que causaran tantos problemas durante las conferencias como fuera permitido. Uno de esos miembros era Kate Losinska, quien era la directora de la Asociación de Servicios Civiles y Públicos. La financiación de esta "operación" provino principalmente de su amigo sir James Goldsmith.

## Árbol genealógico
|                             |                             |                             |                             | Margaret Fraser (1881)      | Margaret Fraser (1881)      | Margaret Fraser (1881) | Margaret Fraser (1881) | Margaret Fraser (1881)        | Margaret Fraser (1881)        |                               |                               | Archibald Stirling (1867-1931) | Archibald Stirling (1867-1931) | Archibald Stirling (1867-1931) | Archibald Stirling (1867-1931) | Archibald Stirling (1867-1931) | Archibald Stirling (1867-1931) |                            |                            |                            |                            |  |  |  |  |
|                             |                             |                             |                             | Margaret Fraser (1881)      | Margaret Fraser (1881)      | Margaret Fraser (1881) | Margaret Fraser (1881) | Margaret Fraser (1881)        | Margaret Fraser (1881)        |                               |                               | Archibald Stirling (1867-1931) | Archibald Stirling (1867-1931) | Archibald Stirling (1867-1931) | Archibald Stirling (1867-1931) | Archibald Stirling (1867-1931) | Archibald Stirling (1867-1931) |                            |                            |                            |                            |  |  |  |  |
|                             |                             |                             |                             |                             |                             |                        |                        |                               |                               |                               |                               |                                |                                |                                |                                |                                |                                |                            |                            |                            |                            |  |  |  |  |
|                             |                             |                             |                             |                             |                             |                        |                        |                               |                               |                               |                               |                                |                                |                                |                                |                                |                                |                            |                            |                            |                            |  |  |  |  |
| Joseph Stirling (1911-1983) | Joseph Stirling (1911-1983) | Joseph Stirling (1911-1983) | Joseph Stirling (1911-1983) | Joseph Stirling (1911-1983) | Joseph Stirling (1911-1983) |                        |                        | Margaret Stirling (1914-1997) | Margaret Stirling (1914-1997) | Margaret Stirling (1914-1997) | Margaret Stirling (1914-1997) | Margaret Stirling (1914-1997)  | Margaret Stirling (1914-1997)  |                                |                                | David Stirling (1915-1990)     | David Stirling (1915-1990)     | David Stirling (1915-1990) | David Stirling (1915-1990) | David Stirling (1915-1990) | David Stirling (1915-1990) |  |  |  |  |

## Condecoraciones

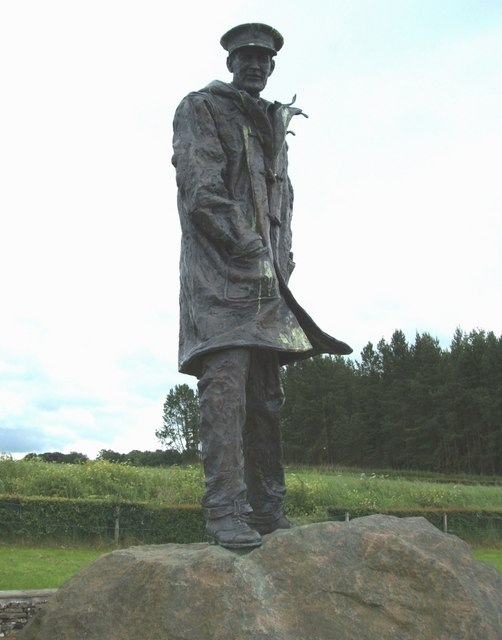
Estatua de David Stirling en la colina de Row, 2002

- El 24 de febrero de 1942, Stirling recibió la Orden de Servicio Distinguido (DSO) en reconocimiento del galante y también el 14 de noviembre de 1946.[19]
- Lo nombraron como un Oficial de la Orden del Imperio Británico (OBE) en reconocimiento del galante.[20]
- Se nombró como un Knight Bachelor (KT) en los honores de año nuevo de 1990 por servicios al ejército.[21]
- También fue Mencionado a los Despachos (MID) en el transcurso de la guerra.

### Monumentos y honores
- En 2002, el monumento del SAS, una estatua de Stirling parado sobre una roca, fue presentado en la colina de Row, cerca de la finca de su familia en Park of Keir. Se robaron dos placas de bronce de la estatua en algún momento a fines de mayo de 2014.[22] La actual propiedad de Laird of the Keir es de su sobrino Archie Stirling, un empresario millonario y exoficial de la Guardia Escocesa.